# 영산군 (왕족)
영산군 이전(寧山君 李恮, 1490년 11월 6일(음력 윤9월 24일) ~ 1538년 7월 6일(음력 6월 11일))은 조선의 왕족으로, 성종의 14남이자 서12남이다. 자(字)는 공근(公謹)으로, 시호는 충희(忠僖)다.
영산군은 활쏘기와 말타기를 잘하고 사냥을 좋아하였다. 성종의 왕자들 중 영명하다고 여겨져 중종대에 여러 차례 역모에 연루되었다. 이때마다 대신들이 처벌할 것을 청했으나, 중종은 과거 견성군을 죽인 일을 후회하였기 때문에 영산군을 비호하였다.

## 생애
1490년(성종 21년) 윤9월 24일, 성종(成宗)과 숙용 심씨(淑容 沈氏)의 차남으로 태어났다. 이름은 전(恮)이며 아명은 복숭(福崇)이다.
1508년(중종 3년), 신복의, 동청례 등의 역모혐의에 거론되었으나 영산군은 이를 부인하였다.
1513년(중종 8년), 반역을 모의한 박영무와 신윤무를 국문할 때도 영산군은 또다시 역모의 추대자로 언급되었다. 이에 영산군은 대죄를 청하였으나 중종이 비호하여 처벌받지 않았다. 대신들과 사헌부에서 두번이나 역모에 연루된 영산군을 외방에 부처할 것을 청하였고, 왕실의 종친들 또한 영산군에게 죄줄것을 청했으나 중종은 모두 받아들이지 않았다.
1519년(중종 14년), 이복형인 경명군(景明君)과 함께 부도덕한 행동으로 물의를 빚었는데, 경명군은 외지부의 사람을 끌어다가 송사(訟事)를 즐기고, 영산군은 미복 차림으로 종 10명을 데리고 남의 기첩을 빼앗아 집에 데리고 왔다. 박수문은 중종에게 왕자들의 행실을 타이를 것을 청했다.
1521년(중종 16년), 영산군은 안처겸의 모반에 경명군과 함께 거론되었다. 세번째 역모에 연루된 것이다. 대신들은 중종에게 은정(恩情)을 끊고 경명군과 영산군을 처벌할 것을 청했으나 이번에도 중종은 이복 동생인 경명군과 영산군을 비호하였다. 영산군과 경명군은 종부시와 헌부의 감시하에 일체의 사적 모임에 참석하지 못하게 되었다.
 
"어제 아뢴 경명군(景明君)과 영산군(寧山君)의 일은
 아래서 아뢰지 않을 수도 없고 중지할 수도 없는 일이니,
 빨리 은정(恩情)을 끊고 시급하게 처치하심이 어떠하리까?"
하니, 답하기를,
"내가 듣건대, 조종조(祖宗朝)에는 반역이 적었는데,
 내가 즉위한 뒤부터는 서로 잇달아 일어나니 이는 내가 부덕한 소치다.
 더구나 선왕(성종)의 아들이 자주 간사한 사람의 구설에 오르게 되니 더욱 미안스럽다.
 지난날의 견성군(甄城君) 일은 비록 부득이 하게 된 것이기는 하지만,
 내가 매우 후회스러워 뒤에는 비록 간사한 자가 왕자를 빙자하더라도
 동요하지 않기로 맹세했으니, 이는 특히 한 때의 일만이 아니라 만세를 염려한 것이다.
 옛말이 ‘한 자의 베도 나누어 꿰맬 수 있고 한 말의 조도 나누어 찧을 수 있는 법인데,
 형제간에 서로 용납하지 못해서야 되겠는가?’ 하였는데,
 이 말은 예나 지금이나 마땅히 본받아야 할 말이다.
(중략)
 당초 역적들의 죄를 정할 적에 왕자들에게까지 파급되어 관계되는 바가 가볍지는 않으나,
 막중한 천륜에는 지극한 정이 따르는 법이니 경 등의 감동했다는 말은 지극히 당연하다.
 경명과 영산은 죄줄 수 없다."— 《중종실록》 43권,
중종 16년(1521년 명 정덕(正德) 16년) 10월 28일 (병오)

1523년(중종 18년), 진세호 등을 국문할 때 또다시 영산군이 거론되자 남곤 등이 영산군을 죄줄것을 다섯번이나 청하고, 대사헌과 대사간이 합사하여 영산군의 일을 계하자 중종은 마침내 영산군을 황해도 배천에 부처하였다. 이후 영산군이 병이 들자 중종은 병구완을 하게 하였고 곡식을 보냈다.
1527년(중종 22년), 외방 부처된 곳에서 방환되어 서울에 머물게 되었다.
1534년(중종 29년), 영산군의 아내인 교성군부인 정씨의 4남매의 패륜과 불효를 의금부로 하여금 추국하게 하였는데, 정씨와 올케 양씨, 올케 이씨, 정씨의 언니 등 4남매가 모친의 상중에 서로 재물을 가지고 싸우고, 영산군의 처 정씨는 올케 양씨와 서로 말싸움하며 구타하였기 때문이었다.
1538년(중종 33년) 6월 11일 졸하였다.

## 가족 관계
- 아버지 : 성종(成宗, 1457 ~ 1494)
- 어머니 : 숙용 심씨(淑容 沈氏, 1465 ~ 1515)
  - 누나 : 경순옹주 옥환(慶順翁主 玉環, 1482 ~ ? )
  - 누나 : 숙혜옹주 벽환(淑惠翁主 璧環, 1486 ~ 1525)
  - 형 : 이성군 관(利城君 慣, 1489 ~ 1552)

| 
- 정부인 : 금릉군부인(金陵郡夫人) 청송 심씨(靑松 沈氏, ? ~ 1524) - 심순로(沈順路)의 딸이며 세종의 왕자 수춘군의 외손녀이다.
  - 장녀(적장녀) : 이의정(李懿貞, 1508 ~ ? )
  - 사위 : 광산 김씨(光山 金氏) 현감(縣監) 증(贈) 참판(參判) 김종(金綜) 
    - 외손녀 : 광산 김씨(1524 ~ ? ) - 진주 류씨 첨지(僉知) 류용(柳溶)에게 출가
    - 외손자 : 감찰(監察) 증판서(贈判書) 김원상(金元祥, 1526 ~ ? )

  - 차녀(적차녀) : 이경정(李敬貞, 1510 ~ ? )
  - 사위 : 경주 정씨(慶州 鄭氏) 군수(郡守) 정충인(鄭忠仁)
    - 외손녀 : 정옥련(鄭玉蓮, 1531 ~ ?) - 안동 권씨 참의(參議) 권벽(權擘)에게 출가
    - 외손자 : 군수(郡守) 정사급(鄭思伋, 1537 ~ ?)
    - 외손자 : 사의(司議) 정사억(鄭思億, 1542 ~ ?)
- 계부인 : 교성군부인(交城郡夫人) 경주 정씨(慶州 鄭氏, 생몰년 미상)[7]
  - 조카사위 : 인종
- 계부인 : 함흥군부인 황씨(咸興郡 黃氏, 생몰년 미상) - 주부(主簿) 황징(黃徵)의 딸
  - 장남 : 은천군 정(銀川君 禎, 1514 ~ ?)
  - 며느리 : 첨지(僉知) 김철문(金綴文)의 딸 
    - 서손녀 : 이전(李荃, 1532 ~ ?) - 동래 정씨 감목관(監牧官) 정포(鄭誧)에게 출가
    - 서손자 : 해풍령 언경(海豊令 彦慶, 1536 ~ ?)
    - 서손녀 : 이훈(李薰, 1538 ~ ?) - 최대효(崔大孝)에게 출가
    - 서손녀 : 이란(李蘭, 1541 ~ ?) - 평강 채씨 채창선(蔡昌先)에게 출가
    - 서손녀 : 이혜(李蕙, 1542 ~ ?) - 박전(朴栴)에게 출가
    - 서손자 : 해천령 언단(海川令 彦慱, 1546 ~ ?)
    - 서손녀 : 이청(李菁, 1552 ~ ?) - 송상겸(宋尙謙)에게 출가
    - 서손녀 : 이온(李薀, 1557 ~ ?) - 부장(部將) 김사려(金師呂)에게 출가

  - 차남 : 장흥군 상(長興君 祥, 1520 ~ ?)
  - 며느리 : 죽산 안씨 - 첨지(僉使) 안종원(安宗元)의 딸 
    - 손녀 : 이난취(李蘭臭, 1545 ~ ?) - 진사(進士) 송상우(宋尙友)에게 출가
    - 손자 : 덕원수 경의(德源守 鏡義, 1547 ~ ?)
    - 손녀 : 이추향(李秋香, 1550 ~ ?) - 충의위(忠義衛) 이면(李沔)에게 출가
    - 손녀 : 이추영(李秋英, 1557 ~ ?) - 광주 안씨 첨정(僉正) 안민학(安敏學)에게 출가

  - 며느리(측실) : 노비 금이(今伊)
    - 서손녀 : 	습독(習讀) 유극충(劉克忠)에게 출가
    - 서손녀 : 이추옥(李秋玉, 1556 ~ ?) - 증지평(	贈持平) 윤진(尹震)에게 출가
    - 서손녀 : 이난옥(李蘭玉, 1561 ~ ?) - 백광우(白光佑)에게 출가
    - 서손자 : 덕신령 경례(德新令 鏡禮, 1564 ~ ?)
    - 서손자 : 덕창령 경지(德昌令 鏡智, 1568 ~ ?)
    - 서손자 : 덕인령 경신(德仁令 鏡信, 1570 ~ ?)

  - 3남 : 음성군 유(陰城君 裕, 1520 ~ 1588)
  - 며느리 : 충의위(忠義衛) 정렬(鄭烈)의 딸
    - 서손자 : 광평령 언기(廣平令 彦王+綦, 1544 ~ ?)
    - 서손녀 : 이인개(李麟介, 1548 ~ ?) - 신상렴(申尙濂)에게 출가
    - 서손녀 : 이갑(李甲, 1549 ~ ?) - 임기(任起)에게 출가
    - 서손자 : 의안령 언침(義安令 彦琛, 1553 ~ ?)

  - 며느리(측실) : 노비 인덕(寅德) 
    - 서손자 : 덕순령 경충(德純令 鏡忠, 1573 ~ ?)

  - 4남 : 양산군 록(梁山君 祿, 1530 ~ 1573)
  - 며느리 : 병사(兵使) 지세방(池世芳)의 딸
    - 서손녀 : 이달문(李達脗, 1538 ~ ?) - 연안 차씨 차금로(車金輅)에게 출가
    - 서손자 : 학림령 언진(鶴林令 彦璡, 1549 ~ ?)
    - 서손녀 : 이종이(李從伊, 1555 ~ ?) - 안동 권씨 군수(郡守) 권함(權涵)에게 출가
    - 서손자 : 봉림령 언선(鳳林令 彦瑄, 1558 ~ ?)

  - 며느리(측실) : 노비 덕상(德上)
    - 서손녀 :  이덕향(李德香, 1557 ~ ?) - 주덕유(周德裕)에게 출가

  - 며느리(측실) : 노비 덕지(德只)
    - 서손자 : 청림군 언형(淸林君 彦珩, 1563 ~ ?)
    - 서손녀 : 이춘향(李春香, 1564 ~ ?) - 최연(崔淵)에게 출가
    - 서손자 : 죽림부령 언관(竹林副令 彦琯, 1570 ~ ?)
    - 서손자 : 송림부령 언경(松林副令 彦璟, 1573 ~ ?)
    - 서손자 : 무림부령 언옥(茂林副令 彦玉, 1577 ~ ?)

  - 3녀 : 전주 이씨(1522 ~ ?)
  - 사위 : 군수(郡守) 류현조(柳顯祖)
- 첩 : 향이(香伊)
- 첩 : 어여분(於汝分)
  - 4녀(서3녀) : 이종개(李終介, 1538 ~ ?)
  - 사위 : 현감(縣監) 최진양(崔震陽)
    - 외손자 : 판관(判官) 최암(崔嵓, 1558 ~ ?)
    - 외손녀 : 최장수(崔長壽, 1563 ~ ?) - 직장(直長) 강성일(姜誠一)에게 출가
    - 외손녀 : 최열이(崔烈伊, 1565 ~ ?) - 판관(判官) 이복경(李復慶)에게 출가
    - 외손자 : 봉사(奉事) 최급(崔岌, 1567 ~ ?)
    - 외손자 : 만호(萬戶) 최율(崔嵂, 1568 ~ ?)
- 첩 : 이름 미상
  - 4녀 : 이막지(李莫只, 1518 ~ ?)
  - 사위 : 현감(縣監) 허광우(許光祐)
    - 외손녀 : 허옥린(許玉香, 1550 ~ ?) - 충의위(忠義衛) 이섬(李暹)에게 출가
    - 외손자 : 내금위(內禁衛) 허응린(許應麟, 1554 ~ ?)

### 주해
1. ↑  귀양보다 낮은 형벌로, 그 지역에 거주하되 지역 밖으로 벗어날 수 없으며 가족과 모여살 수 없다.